# サイモン・ボズウェル
サイモン・ボズウェル（Simon Boswell、1956年10月15日 - ）は、イギリスの映画音楽作曲家、指揮者。サイモン・ボスウェルとも表記される。
ロンドン出身。12歳からギターを習う。ペンブルック・カレッジで英文学を学ぶ。
1985年に映画音楽作曲家デビューし、イギリス・イタリアなど各国の映画音楽を幅広く手がけている。女優のリセット・アンソニーと同棲している。

## 主なフィルモグラフィ
- 『フェノミナ』 - Phenomena (1985年)
- 『アクエリアス』 - Stage Fright / Deliria (1986年)
- 『デモンズ2』 - Dèmoni 2: L'incubo ritorna (1986年)
- 『デモンズ・キラー/美人モデル猟奇連続殺人』 - Le foto di Gioia (1987年)
- 『グレイブヤード』 - Graveyard Disturbance / Una notte al cimitero (1987年) ※テレビ映画
- 『バンパイア 最後の晩餐』 - A cena col vampiro (1988年) ※テレビ映画
- 『ザ・コマンダー/死からの脱出』 - Commander / The Last American Soldier (1988年)
- 『サンタ・サングレ/聖なる血』 - Santa Sangre (1989年)
- 『アルバレス/戦慄の系譜』 - Mortal Sins (1989年)
- 『デモンズ5』 - La maschera del demonio (1990年)
- 『ダーク・アサシン』 - The Assassin (1990年)
- 『ハードウェア』 - Hardware (1990年)
- 『ヤング・ソウル・レベルズ』 - Young Soul Rebels (1991年)
- 『ダスト・デビル』 - Dust Devil (1992年)
- 『ホワイト・ナイトメア』 - The Turn of the Screw (1992年)
- 『セカンドベスト/父を探す旅』 - Second Best (1994年)
- 『シャロウ・グレイブ』 - Shallow Grave (1994年)
- アンドロイドよ静かに眠れ!』 - The Android Affair (1995年) ※テレビ映画
- 『赤ちゃんにバンザイ!?』 - Jack & Sarah (1995年)
- 『ロード・オブ・イリュージョン』 - Lord of Illusions (1995年)
- 『サイバーネット』 - Hackers (1995年)
- 『大人のための残酷童話/妖精写真』 - Photographing Fairies (1997年)
- 『ダウンタイム』 - Downtime (1997年)
- 『ペルディータ』 - Perdita Durango (1997年)
- 『ダッド・サベージ』 - Dad Savage (1998年)
- 『従妹ベット』 - Cousin Bette (1998年)
- 『素肌の涙』 - The War Zone (1999年)
- 『真夏の夜の夢』 - A Midsummer Night's Dream (1999年)
- 『チューブ・テイルズ』 - Tube Tales: Segment Bone (1999年)
- 『サーカス』 - Circus (2000年)
- 『アルゴノーツ/伝説の冒険者たち』 - Jason and the Argonauts (2000年) ※テレビ映画
- 『リトル・ストライカー』 - There's Only One Jimmy Grimble (2000年)
- 『恋はサルサで!』 - Born Romantic (2000年)
- 『マインド・ゲート 監禁少女のSOS』 - Doctor Sleep (2002年)
- 『スリーピング・ディクショナリー』 - The Sleeping Dictionary (2003年)
- 『ミッシング・ハイウェイ』 - Octane (2003年) ※音楽監修
- 『チャーチルズ・ウォー』 - Churchill: The Hollywood Years (2004年)
- 『隣人 ネクストドア』 - Naboer (2005年)
- 『アウター・ゾーン』 - Tin Man (2007年) ※テレビミニシリーズ
- 『NAKED ブービートラップ』 - Rovdyr (2008年)
- 『アイアン・メイデン 血の伯爵夫人バートリ』 - Bathory (2008年)
- 『ABC・オブ・デス』 - The ABCs of Death (2012年)
- 『監禁/レディ・ベンジェンス』 - Bound to Vengeance (2015年)
- 『ブライズ・スピリット〜夫をシェアしたくはありません!』 - Blithe Spirit (2020年)